# 五條堀孝
五條堀 孝（ごじょうぼり たかし、1951年10月24日 - ）は、日本の遺伝学者。アブドラ国王科学技術大学ディスティングイッシュト・プロフェッサー。

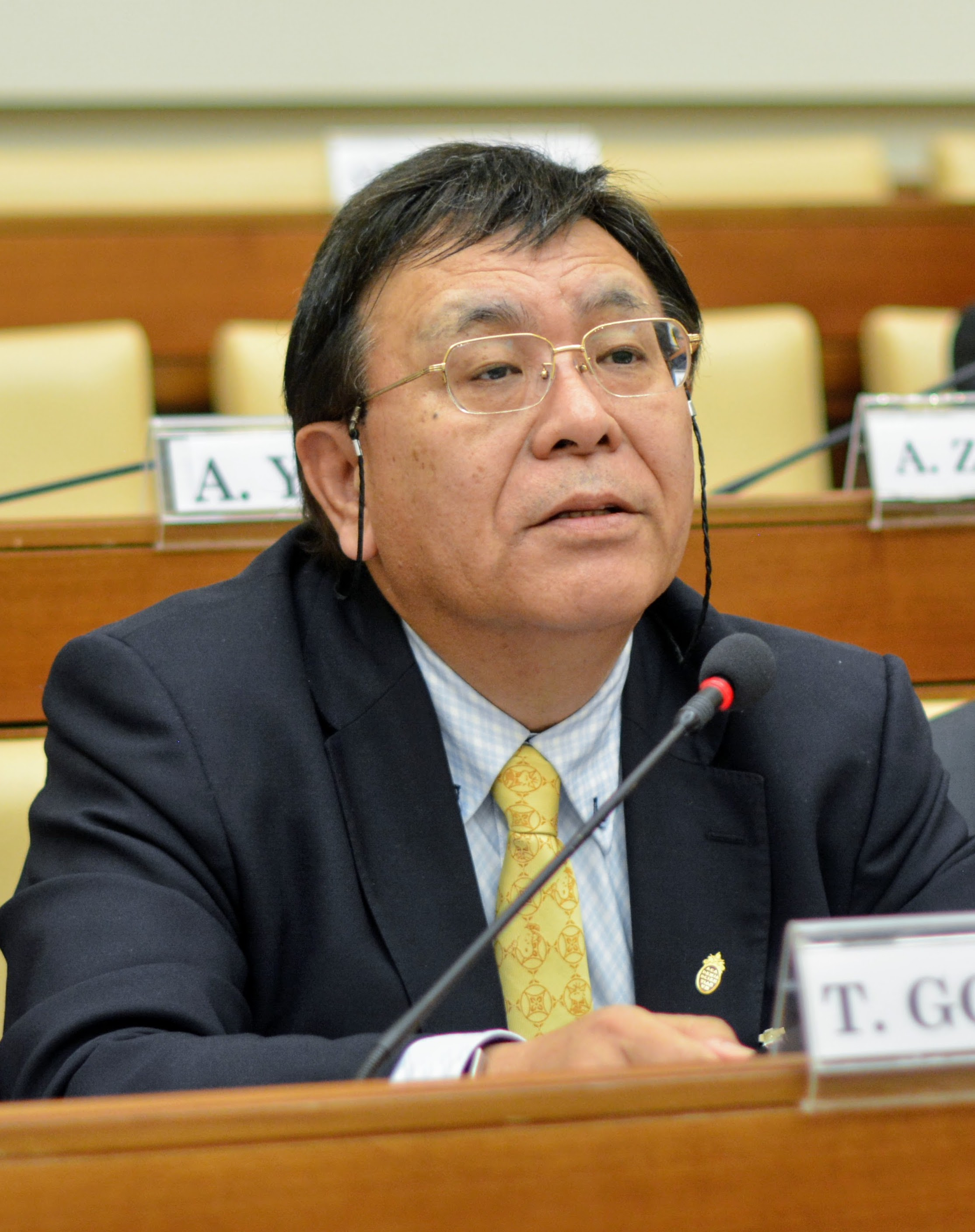
Takashi Gojobori at the Pontifical Academy of Sciences, November 2018

## 経歴
福岡県福岡市に生まれる。1970年福岡県立筑紫丘高等学校卒業。1974年九州大学理学部生物学科卒業。1976年同大学大学院理学研究科修士課程修了。1978年より日本学術振興会大学院博士課程奨励研究員。1979年九州大学大学院理学研究科博士課程修了。理学博士。「Studies of protein polymorphism by data analyses with respect to loci(遺伝子座別のデータ解析による蛋白質多型現象の研究)」。1980年からテキサス医学生物学大学ヒューストン校集団遺伝学研究センターにて上級研究員、1982年から同助教授として勤務の後、1983年より国立遺伝学研究所生理遺伝研究部門研究員そして、1984年から同集団伝研究系助手、 1988年助教授等を経て、1990年同研究所遺伝情報研究センター教授。
1995年から静岡県三島市にある国立遺伝学研究所の 生命情報研究センター長・教授となり、2001年から同生命情報・DDBJ研究センター長などを歴任後、2007年から副所長・遺伝情報分析研究室教授。また、日本の17の国立研究所が連携して結成した日本初の大学院大学である総合研究大学院大学生命科学研究科遺伝学専攻教授併任。2013年からは国立遺伝学研究所特任教授。さらに、産業技術総合研究所の生物情報解析研究センター・統合データベース研究グループリーダーや東京医科歯科大学客員教授などを歴任後、産業技術総合研究所のバイオメディシナル情報研究センターの研究顧問で併任し、慶應義塾大学客員教授、東京大学客員教授、東京工業大学客員教授、国立情報学研究所客員教授、理化学研究所客員主幹研究員もしている。日本学術会議の連携会員。
過去には、日本進化学会会長や日本遺伝学会庶務幹事、日本遺伝学会会長などを歴任し、現在はDNA鑑定学会理事長である。
2019年からは一般財団法人マリンオープンイノベーション機構（静岡県）代表理事、一般社団法人富士・箱根・伊豆国際学会会長、静岡県ニュービジネス協議会副会長を務める。
一般社団法人日本DNA鑑定技術研究所代表理事でもある。

## 人物
専門は分子進化学、集団遺伝学、バイオインフォマティクス（情報生物学）、ゲノム進化学で、病原性ウイルスやバクテリアから高等生物まで、幅広い生物種を対象として、ゲノム情報や遺伝子発現情報を比較研究して、生物進化の分子機構の解明に立ち向かっている。脳・神経系の進化的起源や進化過程の解明を、ヒドラやプラナリアなどを用いてDNAチップ解析し、ヒトなどのゲノム情報と比較することによって、研究している。秋篠宮文仁親王が1994年に総合研究大学院大学において博士（理学）を取得した時の指導教官でもある。1996年からはDNAからみたハゼの研究で上皇明仁との共同研究を開始し、秋篠宮も参加して現在も続行中である。
文部科学省で、科学官を4年間務めた。さらに、総合科学技術会議のもとに設置された科学技術連携施策群のポストゲノム連携群副主監を務め、第3期科学技術基本計画のライフサイエンス部分の作成に貢献し、関係する府省の科学技術政策やプロジェクト策定に関し、それらの連携を主導した。その後、科学技術連携施策群の「ライフサイエンスの基礎・基盤」の主監を務め、ライフサイエンス統合データベースのワーキンググループの座長として議論をまとめるとともに、我が国のライフサイエンス統合データベースセンターの設置に努力した。
また、現在、国際分子進化学会副会長、財団法人遺伝学普及会常務理事、財団法人日本バイオインダストリー協会理事、社団法人バイオ産業情報化コンソーシアム理事を務めている。2000年から5年間行われた国家プロジェクト「ミレニアム・ゲノムプロジェクト」の5重点課題のひとつであったバイオインフォマティクスのリーダーを務めた。2006年には、アメリカ芸術科学アカデミー(The American Academy of Arts and Sciences)外国人名誉会員に選出され、翌年にはローマ教皇庁アカデミー（Pontifical Academy of Science）の正会員に選ばれた。
国際学術雑誌については、GENE, FEBS Letters, Molecular Biology and Evolution, PLoS GeneticsのEditorをしており、多数のほかの国際学術雑誌の編集委員（Editorial Board Member）、国際組織　CODATA, ISMEのVice Presidentでもある。

### 受賞
- 1987年：日本遺伝学会奨励賞受賞[2]
- 1995年：木原記念財団学術賞受賞[3]
- 2004年：
  - イタリアのナポリにある世界最古の水族館をもつ臨海動物学実験所（Statione Zoologica Anton Dohn）から、サルバトーレ・ゴールド・メダルを受賞
  - 日本進化学会木村資生記念学術賞（学会賞）受賞
- 2005年：
  - 米国科学振興協会(American Association for Advancement of Science）フェロー称号授与
  - 日本遺伝学会木原賞（学会賞）受賞
- 2006年：全米芸術科学アカデミー名誉会員
- 2007年：ローマ法王庁科学アカデミー会員
- 2009年：紫綬褒章を分子進化研究で受章[4]
- 2014年：国立成功大学（台湾）名誉学位
- 2022年：国際計算生物学会フェロー
- 2025年：瑞宝中綬章[5][6]

## 著書
- 「分子進化遺伝学」（1990年、培風館）
- 「人間は生命を創れるか――進化学の歩みと未来」（1995年、丸善ライブラリー)
- Marine Metagenomics(2019年、Springer)
- 新型コロナワクチンと変異株[7]（2021年、春秋社）

## 論文
- 英語原著論文は、Nature, Nature Genetics, Science、PNASなど総数550報以上を発表[8]。
- 国立情報学研究所収録論文 国立情報学研究所.2010年5月9日閲覧。

## テレビ出演
- NHKスペシャル　生命大躍進第1集そして"目"が生まれた　（2015年5月10日、NHK）
- 又吉直樹のヘウレーカ!（2018年10月10日、NHK Eテレ）
- NHKスペシャル　ディープオーシャンⅡ紅海～世界初！深海の魔境に挑む～（2023年7月23日、NHK）